# 10334 Gibbon
10334 Gibbon este un asteroid din centura principală, descoperit pe 3 august 1991, de Eric Elst.